# Lloyd Hughes (Schauspieler)

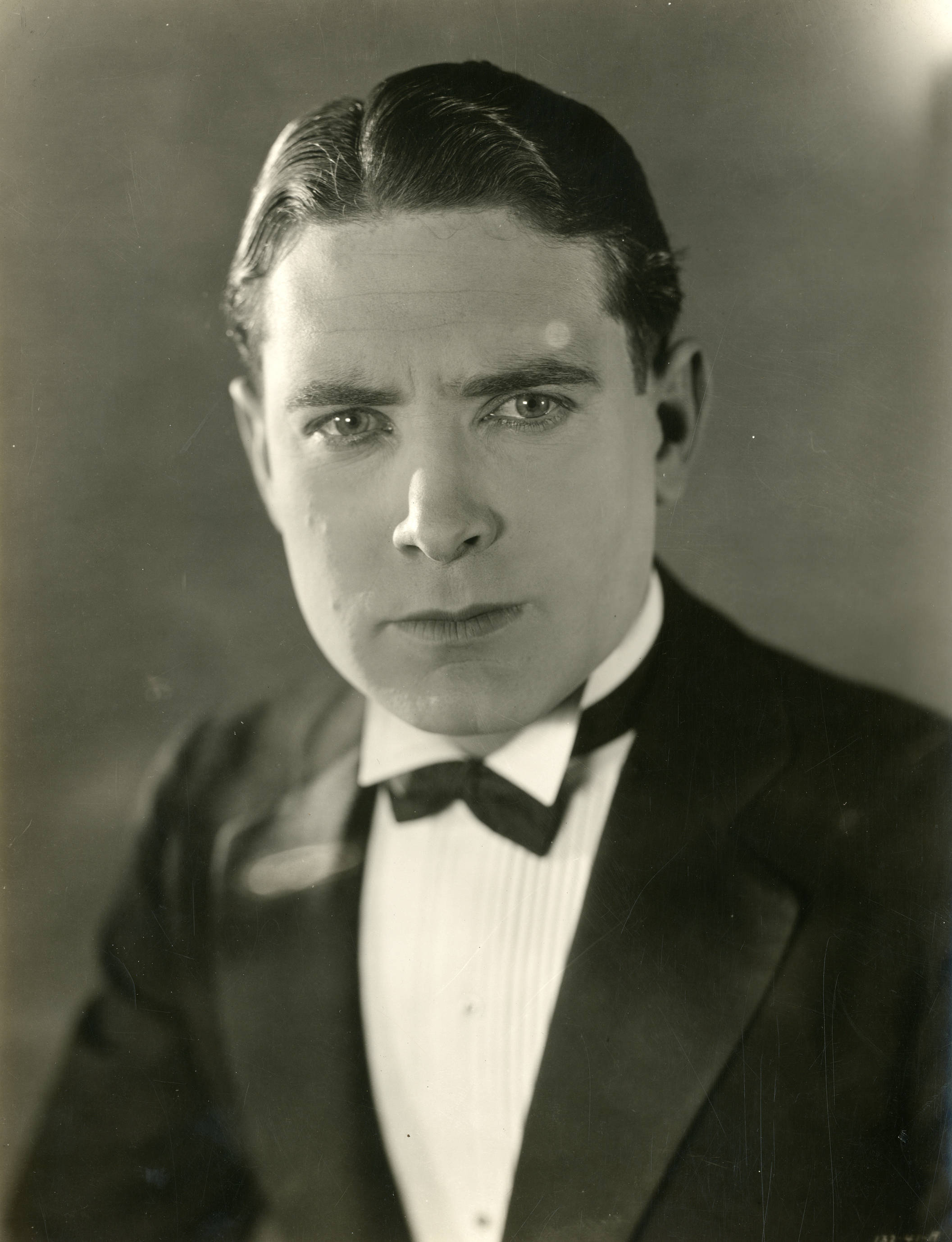
Lloyd Hughes

Lloyd Hughes (* 21. Oktober 1897 in Bisbee, Arizona-Territorium; † 6. Juni 1958 in San Gabriel, Kalifornien) war ein US-amerikanischer Schauspieler, der Stummfilm- und frühen Tonfilmära.

## Leben
Lloyd Hughes wurde 1897 in Bisbee, im US-Bundesstaat Arizona geboren. Er besuchte die Los Angeles Polytechnic School. Von 1918 bis zuletzt 1938 spielte er in mehr als 90 Filmproduktionen mit.
Hughes lernte seine Frau Gloria Hope am Set von Tess of the Storm Country kennen. Das Paar hatte zwei Kinder: einen Jungen, Donald, und ein Mädchen, Isabel.

## Filmografie
- 1918: Old Wives for New
- 1918: The Heart of Humanity
- 1919: The Indestructible Wife
- 1919: Satan Junior
- 1919: The Turn in the Road
- 1919: The Haunted Bedroom
- 1919: An Innocent Adventuress
- 1919: The Virtuous Thief
- 1919: Dangerous Hours
- 1920: Homespun Folks
- 1920: Below the Surface
- 1920: The False Road
- 1921: Hail the Woman
- 1921: Love Never Dies
- 1921: Mother o' Mine
- 1921: Beau Revel
- 1922: Tess of the Storm Country
- 1923: The Old Fool
- 1923: Her Reputation
- 1923: The Huntress
- 1923: Children of Dust
- 1923: Are You a Failure?
- 1923: Scars of Jealousy
- 1924: The Dixie Handicap
- 1924: In Every Woman's Life
- 1924: Welcome Stranger
- 1924: The Sea Hawk
- 1924: The Whipping Boss
- 1924: Untamed Youth
- 1924: Heritage of the Desert
- 1924: Judgment of the Storm
- 1925: Scarlet Saint
- 1925: The Half-Way Girl
- 1925: The Desert Flower
- 1925: Declassée
- 1925: Sally
- 1925: The Lost World
- 1925: If I Marry Again
- 1926: Valencia
- 1926: Ladies at Play
- 1926: Forever After
- 1926: Pals First
- 1926: Wie Ellen zum Film kam (Ella Cinders)
- 1926: Die Sensation von London (High Steppers)
- 1926: Irene
- 1927: No Place to Go
- 1927: American Beauty[1]
- 1927: The Stolen Bride[1]
- 1927: Too Many Crooks
- 1927: An Affair of the Follies[1]
- 1928: Heart to Heart
- 1928: Three-Ring Marriage
- 1928: Sailors' Wives
- 1929: Acquitted
- 1929: The Mysterious Island
- 1929: Where East Is East
- 1930: Extravagance
- 1930: Big Boy
- 1930: Sweethearts on Parade
- 1930: Moby Dick
- 1930: The Runaway Bride
- 1930: Hello Sister
- 1930: Love Comes Along
- 1931: Air Eagles
- 1931: The Deceiver
- 1931: Ships of Hate
- 1931: Sky Raiders
- 1931: A Private Scandal
- 1931: Hell Bound
- 1931: The Drums of Jeopardy
- 1932: The Heart Punch
- 1932: The Miracle Man
- 1934: The Man Who Reclaimed His Head
- 1935: Midnight Phantom
- 1935: Rip Roaring Riley
- 1935: Harmony Lane
- 1935: Skybound
- 1935: Reckless Roads
- 1935: Society Fever
- 1935: Honeymoon Limited
- 1935: Ticket or Leave It
- 1935: Social Error
- 1936: A Man Betrayed
- 1936: Kelly of the Secret Service
- 1936: The Little Red Schoolhouse
- 1936: A Face in the Fog
- 1936: Night Cargo
- 1937: Clipped Wings
- 1937: Blake of Scotland Yard
- 1937: Lovers and Luggers
- 1937: The Broken Melody
- 1938: I Demand Payment
- 1938: Numbered Woman
- 1939: Romance of the Redwoods